# Đumezlije
Đumezlije su naseljeno mjesto u općini Jezero, Republika Srpska, BiH.

## Povijest
Do potpisivanja Daytonskog mirovnog sporazuma bilo je u sastavu općine Jajce koja je ušla u sastav Federacije BiH.

## Stanovništvo

### 1991.
Nacionalni sastav stanovništva 1991. godine, bio je sljedeći:
ukupno: 92
- Muslimani - 52
- Srbi - 39
- Hrvati - 1

### 2013.
Nacionalni sastav stanovništva 2013. godine, bio je sljedeći:
ukupno: 66
- Srbi - 33
- Bošnjaci - 32
- Hrvati - 1

## Vanjske poveznice
- Satelitska snimka  Arhivirana inačica izvorne stranice od 23. ožujka 2021. (Wayback Machine)